# Eugralla paradoxa
El churrín grande (en Argentina) o churrín de la Mocha (en Chile) (Eugralla paradoxa), también denominado tutita, es una especie de ave paseriforme de la familia Rhinocryptidae, es la única especie del género Eugralla. Es nativa del suroeste de América del Sur.

## Distribución y hábitat

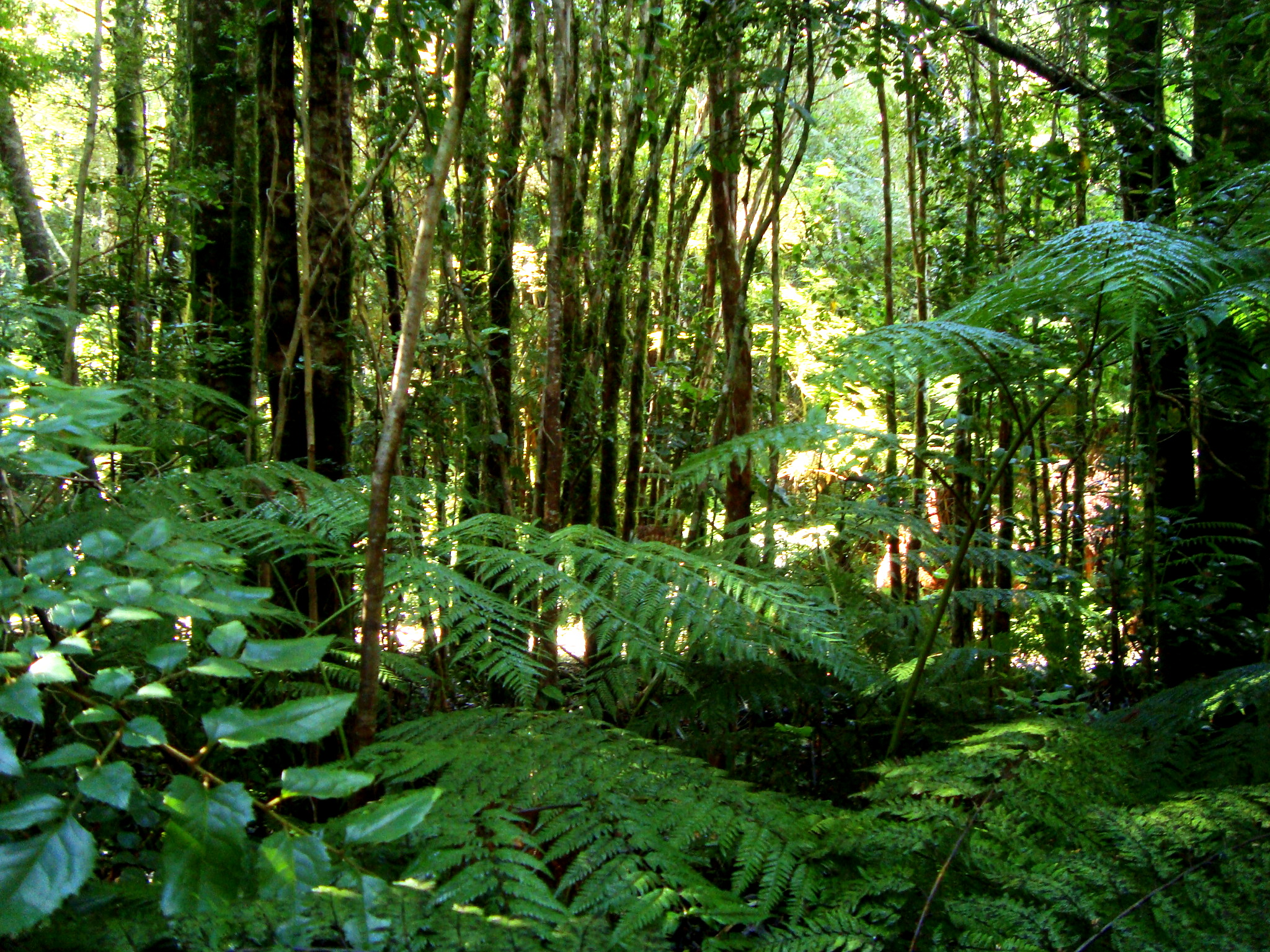
Sotobosque del bosque valdiviano, el hábitat de la especie.

Se distribuye en el centro sur de Chile, desde el sur de Santiago hasta Chiloé (incluyendo la isla Mocha), y adyacente oeste de Argentina (oeste de Neuquén y Río Negro).
Es poco común en el suelo o cerca, en el denso sotobosque de bosques templados dominados por lengas Nothofagus hasta los 1000 m de altitud.

## Descripción
Pequeña, mide 14,5 cm de longitud y pesa entre 25 y 30 g. Las patas son amarillas. El pico es robusto con el culmen abultado, de color negro. Por arriba es gris oscuro apizarrado; el lomo y las supracaudales con tonos café rufo con tintes amarillentos. Las alas del mismo tono del dorso. El pecho es gris apizarrado más claro que el dorso, especialmente hacia las partes centrales. Ábdomen, flancos y subcaudales rojizo claro con tinte amarillento hacia el ábdomen. Los inmaduros son más pardos y escamados.

## Comportamiento
Este casi secreto residente de los bosques húmedos templados es difícilmente visto. Corre y se arrastra en el suelo o cerca como un ratón, la cola ligeramente levantada y raramente o nunca aparece en lugares abiertos.

### Alimentación
Se alimenta de artrópodos, forrajea escarbando el suelo con sus fuertes pies.

### Reproducción
Es de hábitos más árboreos que otros miembros de su familia, construye un nido del tamaño de una cabeza humana, colocado a 1 a 2 m de altura, hecho con palitos y pastos secos y con una entrada lateral de unos 40 mm de diámetro. La nidada suele ser de 2 a 3 huevos blancos, algo brillosos, de tamaño promedio 24 x 19 mm; la puesta ocurre dos veces al año, en septiembre y fines de noviembre.

### Vocalización
El canto es una nota staccato aguda «cheh» o «chek», algunas veces repetida por largos períodos pero también en lapsos más cortos de tres a cinco notas.

## Sistemática

### Descripción original
La especie E. paradoxa fue descrita por primera vez por el naturalista alemán Friedrich Heinrich von Kittlitz en 1830 bajo el nombre científico Troglodytes paradoxus; localidad tipo «Concepción, Chile».
El género Eugralla fue descrito por el ornitólogo francés René Primevère Lesson en 1842.

### Etimología
El nombre genérico femenino «Eugralla» deriva del griego «eu»: fino, y del latín «grallae»: zancos; significando «de patas finas»; y el nombre de la especie «paradoxa», proviene del griego «paradoxos»: extraño, incríble.

### Taxonomía
Es monotípica. Los estudios de genética molecular de Ericson et al., 2010 confirman la monofilia de la familia Rhinocryptidae y sugieren la existencia de dos grandes grupos dentro de la misma, de forma muy general, el formado por las especies de mayor tamaño, y el integrado por las especies menores, al que pertenece el presente género. Ohlson et al. 2013 proponen la división de la familia en dos subfamilias. El presente género pertenece a una subfamilia Scytalopodinae J. Müller, 1846, junto a Merulaxis, Myornis, Eleoscytalopus y Scytalopus.